# Ponte Nizza
Ponte Nizza es una localidad y comune italiana de la provincia de Pavía, región de Lombardía, con 858 habitantes.

## Evolución demográfica
| Gráfica de evolución demográfica de Ponte Nizza entre 1861 y 2001 |
|                                                                   |
| Fuente ISTAT - elaboración gráfica de Wikipedia                   |